# شيموس كونلي
شيموس كونلي (بالإنجليزية: Seamus Conley)‏ هو رسام أمريكي، ولد في 1976.